# Грибушин, Николай Михайлович
Никола́й Миха́йлович Грибу́шин (1880—1943) — российский предприниматель, музыкант, меценат и общественный деятель. Некоторое время, после смерти брата Михаила, руководил компанией Торговый дом «М. И. Грибушина наследники». Был одним из главных покровителей первого на Урале отделения Императорского Русского музыкального общества.

## Биография
Родился в Кунгуре 13 марта 1880 года в семье известного кунгурского купца Михаила Грибушина, члена 1-й гильдии, владевшего магазинами по продаже чая в разных городах России, и его жены — Антонины Ивановны.
Когда Николаю было девять лет, умер его отец, и воспитанием сына занималась мать. Ему, единственному из членов семьи, удалось получить высшее образование — на средства Антонины Ивановны он окончил Петербургскую консерваторию, вместе со своим другом — Николаем Пиликиным (1871—1921). Впоследствии Николай Михайлович играл на скрипке в оркестре, которым руководил Пиликин.
В 1896 году Николай Михайлович стал одним из учредителей Торгового дома «М. И. Грибушина Наследники». Уставной пай в размере 200 тысяч рублей за несовершеннолетнего сына внесла Антонина Ивановна Грибушина. В начале XX века главная контора Торгового дома была переведена в Пермь, куда переселился Грибушин. В Перми он женился на Людмиле Анатольевне (род. 1879), которая была женой офицера и Николай Михайлович уплатил её мужу за развод 3000 рублей. В 1903 году у них родилась дочь Ольга, а в 1905 году — Ирина. В 1906 году Грибушины купили у известного пермского купца Н. В. Мешкова небольшой дом на углу Большой Ямской и Оханской улиц, в котором ранее размещалась бесплатная народная библиотека. На месте этого здания по проекту архитектора А. Б. Турчевича был возведен деревянный особняк в стиле модерн, в котором и поселилась семья Грибушиных.
Н. М. Грибушин включился в общественную жизнь губернского города. Избирался директором Пермского отделения Русского музыкального общества. В 1914 году стал церковным старостой вновь выстроенного домового храма 194-го пехотного Троице-Сергиевского полка. Предметом особой заботы был и Михайло-Антонино-Кирилловский Сиропитательный дом. В 1914 году Николай Михайлович вошёл в состав попечительского комитета этого благотворительного заведения. В 1916 году он стал почетным (и последним) попечителем приюта и церковным старостой его домового храма. В 1915 году, после смерти старшего брата Михаила, возглавил Торговый дом «М. И. Грибушина наследники», продолжив благотворительные традиции семьи.
О дальнейшей его судьбе ничего неизвестно. По одной из версий (по воспоминаниям бывшего воспитанника Сиропитательного дома К. Г. Бушуева) в 1918 году он уехал в Америку, по другой (дочери Н. В. Пиликина Раисы Розен) — покинул Пермь с отступавшими колчаковцами.